# 杨任 (三国)
楊任（2世纪—215年），東漢末期軍閥漢中張魯部下，建安二十年（西元215年）曹操征討張魯，在曹軍一次偷襲中楊任被斬殺。

## 生平
曹操在建安二十年攻打張魯，該年秋七月，曹操抵達陽平關。張魯得知消息後密遣弟弟張衛、楊昂守陽平關，曹操攻而不能取勝，使詐退之計。張衛等看到曹軍已退，誤以為曹軍在此役遭到重創而無法再次攻打陽平關，於是守備鬆懈，曹操得知陽平關守備鬆懈，密遣其將解𢢼、高祚夜襲陽平關並大破之，張魯等人逃往巴中，楊任被曹軍所殺。

## 三國演義
和曹魏名將夏侯淵交手三十餘合，不分勝負。夏侯淵詐敗而退，楊任追之，夏侯淵趁楊任不備回馬刀刺殺楊任。

## 三國演義參考資料
- 《三國演義》：於是令夏侯淵，張郃，分兵兩路，各引輕騎三千，取小路抄陽平關後。曹操一面引大軍拔寨，盡起。楊昂聽得曹兵退，請楊任商議，欲乘勢擊之。楊任曰：「操詭計極多，未知真實，不可追趕。」楊昂曰：「公不往，吾當自去。」楊任苦諫不從。楊昂盡提五寨軍馬前進，只留些少軍士守寨。是日大霧迷漫，對面不相見。楊昂軍至半路，不能行，且權紮住。
- 《三國演義》：卻說夏侯淵一軍抄過山後，見重霧垂空，又聞人語馬嘶，恐有伏兵，急催人馬行動，大霧中誤走到楊昂寨前。守寨軍士，聽得馬諦響，只道是楊昂兵回，開門納之。曹軍一擁而入，見是空寨，便就寨中放起火來。五寨軍士，皆棄寨而走。比及霧散，楊任領兵來救，與夏侯淵戰不數合，背後張郃兵到。楊任殺條出路，奔回南鄭。楊昂待要回時，已被夏侯淵，張郃兩個占了寨柵。背後曹操大隊軍馬趕來。兩下夾攻，四邊無路。楊昂欲突陣而出，正撞著張郃。兩個交手，被張郃殺死。敗兵回投陽平關，來見張衛。原來衛知二將敗走，諸營已失，半夜棄關，奔回去了。曹操遂得陽平關并諸寨。
- 《三國演義》：卻說曹操提軍將進，先令夏侯淵領五千軍，往南鄭路上哨探，正迎著楊任軍馬，兩軍擺開。任遣部將昌奇出馬，與淵交鋒；戰不三合，被淵一刀斬於馬下。楊任自挺槍出馬，與淵戰三十餘合，不分勝負。淵佯敗而走，任從後追來；被淵用拖刀計，斬於馬下。軍士大敗而回。